# Hyalogryllacris toxopei
Hyalogryllacris toxopei är en insektsart som först beskrevs av Heinrich Hugo Karny 1925.  Hyalogryllacris toxopei ingår i släktet Hyalogryllacris och familjen Gryllacrididae. Inga underarter finns listade i Catalogue of Life.